# Leave It to Blondie
Leave It to Blondie ist eine US-amerikanische Filmkomödie in Schwarz-weiß aus dem Jahr 1945. Regie führte Abby Berlin, das Drehbuch schrieb Connie Lee nach den Comics von Chic Young. Die Hauptrollen spielten Penny Singleton und Arthur Lake. Leave It to Blondie ist der fünfzehnte Blondie-Film.

## Handlung
Endlich hat das Budget für die Familie Bumstead einmal gereicht, es sind 102 Dollar übrig geblieben. Blondie und ihr Mann Dagwood beschließen, 100 Dollar für das neue Jugendheim zu spenden. Allerdings dauert es nur wenige Minuten, bis die beiden unabhängig voneinander jeweils 100 Dollar gespendet haben. Dagwood hat zu diesem Zweck seinem gefürchteten Nachbarn Elmer Fuddle einen Scheck gegeben. Wo sollten sie das zusätzliche Geld herbekommen? Anlässlich der Kampagne für das Jugendheim hat die reiche Laura Meredith einen Wettbewerb ausgerufen: Die besten drei neu geschriebenen Lieder, die ihr zugeschickt werden sollen im Radio gespielt werden. Der Komponist des besten davon soll ein Preisgeld von 250 Dollar erhalten. Daher versuchen sich alle möglichen Leute als Komponisten, auch in der Firma, in der Dagwood arbeitet. Darüber ist Mr. Dithers, Dagwoods Boss, so erzürnt, dass er dies unterbindet und Laura Meredith übel beleidigt, als sie ihn anruft. So bekommt Dagwood auch nicht den Vorschuss, um den er Mr. Dithers bitten wollte. In der Mittagspause wird er von seinem Kollegen Ollie Shaw in ein Restaurant eingeladen, wo eine Seherin Dagwoods Zukunft voraussagt: Er werde bald Geld bekommen, und eine brünette Frau mit schwarzen Augen werde sehr wichtig für ihn sein. Die zufällig im Restaurant anwesende Blondie hört mit und wird eifersüchtig.
In der Zwischenzeit haben Blondies und Dagwoods Sohn Alexander und der Nachbarjunge Alvin Fuddle die Noten für That Blue-Eyed Sweetheart of Mine, ein unveröffentlichtes Lied von Dagwoods verstorbenem Onkel Horace, gefunden und unter Dagwoods Namen ohne dessen Wissen beim Wettbewerb eingereicht. Bald erhält Dagwood eine Einladung, dieses Lied im Radio vorzutragen. Zuerst weigert er sich, er möchte sich nicht mit fremden Federn schmücken, doch will er die begeisterte Blondie nicht enttäuschen und willigt ein. Die Nachricht verbreitet sich auch in der Firma und sorgt dort für Probleme. Zudem will die von Mrs. Meredith geschickte Rita Rogers Dagwood für einen Tag aus dem Büro holen. Daraufhin kündigt Mr. Dithers Dagwood, doch überlegt er es sich anders, als er erfährt, dass Mrs. Meredith entscheiden wird, welches Grundstück für das Jugendheim gekauft werden soll, ein Geschäft, auf das Mr. Dithers bereits länger gehofft hat. Er stellt Dagwood wieder ein mit dem Auftrag, alles zu tun, was Rita Rogers möchte und dann Mrs. Meredith von dem Grundstück zu überzeugen. Also folgt Dagwood Rita Rogers in ein Hotel um von ihr und dem Klavierspieler Eddie Baxter auf die Präsentation seines Liedes im Radio vorbereitet zu werden. Eine fast hoffnungslose Aufgabe wie sich bald zeigt, eine die Dagwood bis zum späten Abend festhalten wird.
Blondie, die gehört hat, dass Dagwood mit einer Frau, auf die die Beschreibung der Wahrsagerin zutrifft, in das Hotel gefahren ist, folgt ihnen dorthin und beobachtet die beiden in einer kompromittierend scheinenden Situation. Eifersüchtig lässt sie Dagwood nicht ins Haus als der am späten Abend nach Hause kommt. So muss er in einem Hotel übernachten. Am nächsten Morgen, dem Tag der Radiosendung, ist Dagwood stark erkältet und hat seine Stimme verloren. Mr. Dithers, Alvin und Eddie Baxter, der Dagwood zu den letzten Anweisungen abholen will, beschließen, dass Baxter das Lied für eine Plattenaufnahme singt, die später heimlich als Playback für Dagwood dienen soll. Bei der Sendung, die live aus der Wohnung von Mrs. Meredith gesendet wird, gibt es zwar von Anfang an diverse Komplikationen für Dagwood, zunächst scheint die Täuschung aber zu gelingen. Erst als am Ende der Plattenspieler einen Defekt hat fliegt die Täuschung auf. Daraufhin gesteht Dagwood Mrs. Meredith alles. Da Dagwoods Onkel das Lied ursprünglich für sie geschrieben hatte, kannte sie es bereits. Trotzdem ist sie von der Großzügigkeit von Dagwood und Blondie so beeindruckt, dass sie das Grundstück von Mr. Dithers kauft und dafür sorgt, dass Dagwood einen Bonus von 500 Dollar erhält. Den bekommt er Sekunden bevor er Mr. Fuddle gestehen muss, dass der Scheck nicht gedeckt ist.
Running Gag mit dem Briefträger
Der neue Briefträger wurde von seinem Vorgänger vor Dagwood gewarnt, doch glaubt er ihm nicht. Trotzdem kommt er bewusst eine halbe Stunde früher um der Gefahr aus dem Wege zu gehen. Kurz darauf stürmt Dagwood auf ihn zu, erkennt aber rechtzeitig, dass er es nicht eilig hat und bleibt kurz vor ihm stehen. Er nimmt die Post an und geht weiter. Wegen der guten Nachricht in einem Brief dreht er um und eilt zu zurück Blondie. Dabei rennt er den Briefträger um.

## Hintergrund
Nach der Veröffentlichung von Footlight Glamour im September 1943 beendete Columbia die Serie. Doch wurde sie weiterhin stark angefragt, sodass sie 1945 mit Leave It to Blondie fortgesetzt wurde. Dazu konnten die meisten Beteiligten der vorherigen Folgen erneut verpflichtet werden. Regisseur Frank R. Strayer wurde allerdings durch Abby Berlin ersetzt, der bei mehreren der vorherigen Blondiefilmen Regieassistent gewesen war. Leave It to Blondie war der erste Film, bei dem Abby Berlin Regie führte. Außerdem wurde ein neuer Briefträger eingeführt, den Eddie Acuff spielte und damit Irving Bacon ersetzte. Neu ist auch die Figur von Dagwoods Kollegen Ollie, den Jack Rice in insgesamt elf Filmen der Serie darstellte. Verantwortlicher Artdirector war Perry Smith. Für das Szenenbild war Fay Babcock und für die Kostüme Jean Louis verantwortlich.

### Musik
Dagwoods Lied ist That Blue-Eyed Sweetheart of Mine, Musik und Text von Saul Chaplin. Die Konkurrenten singen An Ounce o’ Bounce, Musik und Text von Saul Chaplin und Walter G. Samuels, sowie Rumba Romance.

### Produktion und Veröffentlichung
Leave It to Blondie wurde von Columbia Pictures produziert und vertrieben. Gedreht wurde in der Zeit zwischen dem 30. Oktober und dem 24. November 1944. Die Uraufführung war am 22. Februar 1945. Über eine deutschsprachige Aufführung ist nichts bekannt.

## Kritiken
Die Kritiker fanden Leave It to Blondie zumeist witzig, entweder im guten Durchschnitt der Serie bis dahin oder sogar deutlich witziger, oder ganz einfach amüsant, ein Beweis, dass die Serie ihren Humor nicht verloren hatte. Hervorgehoben wird dabei Dagwoods Erkältung. Es sei eine gute Idee, die Serie wieder aufleben zu lassen. Es sei ein guter zweiter Film für eine Doppelaufführung.
Leonard Maltin gibt zwei von vier möglichen Punkten und bezeichnete den Film als „trivial“.
Auch Bewertungen für die darstellerischen Leistungen werden kaum abgegeben. Die Variety meinte, Penny Singleton und Arthur Lake würden ihre üblichen Rollen leicht ausfüllen, wobei sie gut durch Larry Simms unterstützt würden.